# Budín de banana

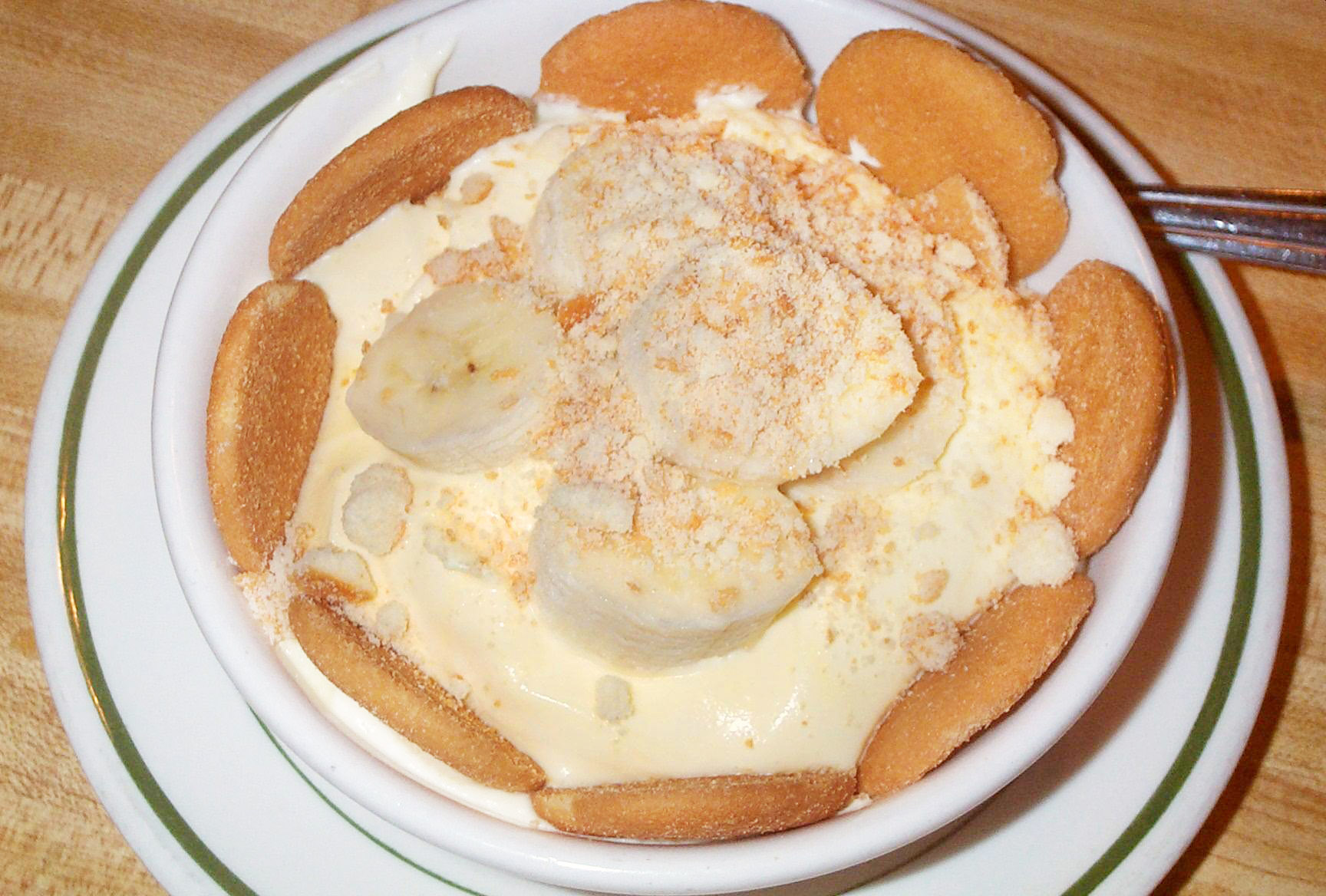
Budín de plátano casero.

El budín de plátano, guineo o banana es un postre generalmente consistente en capas repetidas de crema de vainilla, galletas (normalmente barquillos de vainilla o soletillas) y plátano fresco en rodajas, presentadas en un plato cubiertas con nata montada o merengue. Las galletas absorben la crema.
Suele asociarse con la gastronomía del sur de Estados Unidos, aunque puede encontrarse en todo el país. Más aún, se parece mucho al trifle inglés en su forma de preparación, con capas de crema, fruta, bizcocho y nata montada.
Hay recetas para prepararlo en horno o refrigerador, siendo las segundas más populares, especialmente en casa. Más aún, muchas de ellas emplean natillas en lugar de crema de vainilla. Otras omiten las galletas. Una receta primitiva, que no las incluye, fue publicada en The Kentucky Receipt Book de Mary Harris Frazer en 1903. El plátano, añadido como puré a las distintas preparaciones, le otorga una textura cremosa y muy agradable al budín, además de aroma.